# 보물지도 (텔레비전 프로그램)
보물지도는 매주 토요일 밤에 KBS 2TV로 방송된 다큐멘터리 텔레비전 프로그램이다.

## 기획 의도
대한민국 섬의 비경을 다루는 다큐멘터리 텔레비전 프로그램이다.

## 방송 시간
| 방송 채널 | 방송 기간                          | 방송 시간                           |
| --------- | ---------------------------------- | ----------------------------------- |
| KBS 1TV   | 2013년 8월 23일                    | 금요일 밤 10:50 ~ 11:30 (40분)      |
| KBS 2TV   | 2013년 10월 5일 ~ 2013년 11월 23일 | 매주 토요일 밤 10:25 ~ 11:15 (50분) |

## 방송 회차
| 회차 | 방송일           | 제목 (원제)                       |
| ---- | ---------------- | --------------------------------- |
| 1    | 2013년 8월 23일  | 어머니의 섬, 조도                 |
| 2    | 2013년 10월 5일  | 백년의 유산, 욕지도               |
| 3    | 2013년 10월 12일 | 대한민국 명품섬, 사량도           |
| 4    | 2013년 10월 19일 | 자연의 밥상, 초도                 |
| 5    | 2013년 10월 26일 | 소금꽃 피어나는 사랑의 섬, 비금도 |
| 6    | 2013년 11월 2일  | 해를품은 섬 매물도                |
| 7    | 2013년 11월 9일  | 자연과 사람의 어울림 청산도       |
| 8    | 2013년 11월 16일 | 천혜의 섬 대청도                  |
| 9    | 2013년 11월 23일 | 생명의섬 추자도                   |